# Grdelická soutěska
Grdelická soutěska (srbsky Грделичка клисура/Grdelička klisura) představuje zúžení v údolí řeky Jižní Morava na jihovýchodě Srbska. Nachází se mezi městy Vranje a Leskovac. Dlouhá je 34 km a hluboká 550 m. Svůj název má podle obce Grdelica, která se nachází v její prostřední části. Kromě něj se zde nachází ještě několik sídel (Vladičin Han a Predejane).
Soutěska od sebe odděluje pohoří Čemernik a Kukavica.
Grdelickou soutěskou jsou vedeny klíčové dopravní tahy, které spojují území Severní Makedonie se Srbskem. Jedná se o železniční trať Niš–Skopje a hlavní silniční tah v témže směru. Ze severní strany přechází údolí řeky do Leskovacké kotliny, kde končí dálnice A1), ze strany jižní pak do kotliny Vranjské. V roce 2016 bylo údolí místem stavebních prací na prodloužení výše zmíněné dálnice.
Soutěska je rovněž známa díky náletu na rychlík Bělehrad-Soluň v dubnu 1999, který se odehrál během Operace Spojenecká síla.